# Olej z alg
Olej z alg – brązowe algi macerowane najczęściej w oleju sojowym. Ma on zielonkawy kolor oraz świeży, morski zapach. Zawiera środki konserwujące (najczęściej butylowany hydroksytoluen lub fenoksyetanol), ponieważ bardzo szybko się psuje (dotyczy to wszystkich produktów, które zawierają algi).

## Zastosowanie
Olej z alg znalazł zastosowanie jako dodatek do olejków do ciała, do kąpieli lub w emulsjach przy cellulicie. Polecany jest dla dojrzałej, suchej skóry, a także zanieczyszczonej i skłonnej do zapaleń. Ma on również właściwości nawilżające, przeciwdziała procesom starzenia. Pozwala utrzymać właściwy poziom wody w płytce paznokcia, natłuszcza ją i odżywia, czego odpowiedzią jest lśniąca powłoka paznokci, wygładzenie bruzd i likwidacja rozwarstwień.
Olej z alg znajduje również swoje zastosowanie przy produkcji biodiesla. Jak na razie powstało jedynie kilka zbiorników doświadczalnych (Stany Zjednoczone, Japonia, Bułgaria) jednakże koszty produkcji biopaliw z alg nadal są bardzo wysokie.